# Anelaphus belkini
Anelaphus belkini es una especie de escarabajo longicornio del género Anelaphus, categorizada en la tribu Elaphidiini, de la subfamilia Cerambycinae.
Mide 12-17 mm de longitud. El período de vuelo para ejemplares adultos se presenta durante los meses de junio y julio.
Varios ejemplares de la especie se encuentran en el Essig Museum of Entomology, en la ciudad de Berkeley (California) y en la Academia de Ciencias de California, en San Francisco, Estados Unidos.

## Taxonomía
Se atribuye su descripción a Skiles que la nombró por primera vez en 1985. La especie aparece registrada en la sección New genera and species of elaphidionine Cerambycidae (Coleoptera) from North America and the West Indies de The Coleopterists’ Bulletin, 39 (4): 305–320, publicada en 1985 por Skiles Durward, D.

## Distribución
Se distribuye por América del Norte, en los Estados Unidos.